# 霍斯特·施特默
霍斯特·施特默（德語：Horst Störmer，1949年4月6日—），德国物理学家，1998年获诺贝尔物理学奖。

## 生平
施特默1949年出生在德国法兰克福，父亲经营一家装饰店，母亲是初级中学的教师。施特默从小喜欢数学和科学，但在中学中德语、英语和法语科目却勉强及格，1967年中学毕业后进入达姆施塔特工业大学学习建筑学，他很快发现自己在这一专业没有天赋，便转学到法兰克福大学，但因为错过了物理学的注册时间，只能从数学开始学习，第二年转为物理学专业。施特默的硕士毕业论文是在维尔纳·马丁森（Werner Martienssen）的物理研究所完成的，由年轻的助理教授埃克哈特·赫尼希（Eckhardt Hoenig）任导师，他的研究方向是高敏感超导探测器，擅长发明和构造复杂的仪器设备来解决物理问题。后来发明扫描隧道显微镜的格尔德·宾宁（1986年诺贝尔物理学奖），是当时赫尼希的4个学生之一，在同一个工作小组工作。
1974年施特默硕士毕业后，前往法国格勒诺布尔的高强度磁场实验室攻读博士，研究高强度磁场中的电子孔滴特性，他在那里第一次结识了来自贝尔实验室的崔琦。施特默的导师曾在美国贝尔实验室工作，1976年施特默访问了贝尔实验室，这促成了他在获得博士学位后，于1977年来到美国新泽西州的贝尔实验室做博士后。他1978年获得了贝尔实验室的固定职位，1983年成为固体电子与光学性质部门的主管，1991年被任命为贝尔实验室的物理学研究实验室主任，领导8个部门的约100名科研人员。
在贝尔实验室从事科研20年后，施特默于1998年初前往纽约哥伦比亚大学，任该校的应用物理学教授。

## 研究
施特默在新泽西州的贝尔实验室研究二维费米气体模型，他发明了调制掺杂的方法，可以使得超流动性的二维电子系统成为半导体，将以前仅适用于硅的二维电子系统，拓展到适用于砷化镓，这一研究成果打开了通往许多二维电子系统上的光学物理实验的大门，也促成了后来分数量子霍尔效应的发现。
在剑桥麻省理工学院的高强度磁场实验室，施特默与崔琦合作，1980年克劳斯·冯·克利青（1985年诺贝尔物理学奖）发现的量子霍尔效应，是施特默和崔琦的一个主要研究课题，另一个课题是已被理论预言存在于高强度磁场中的超低电子密度的电子晶体。1981年10月6日，施特默和崔琦研究一种调制掺杂芯片，寻找电子晶体迹象时，发现了电子的分数量子霍尔效应，他们因此获得1998年的诺贝尔物理学奖，共同获奖的羅伯特·勞夫林并没有参与发现分数量子霍尔效应的实验，但是他在后来解释了实验结果。

## 荣誉
- 1983年Otto-Klung奖
- 1984年美国物理学会奥利弗·巴克利奖
- 1998年本杰明·富兰克林奖章
- 1998年诺贝尔物理学奖